# Gerlachus van Houthem

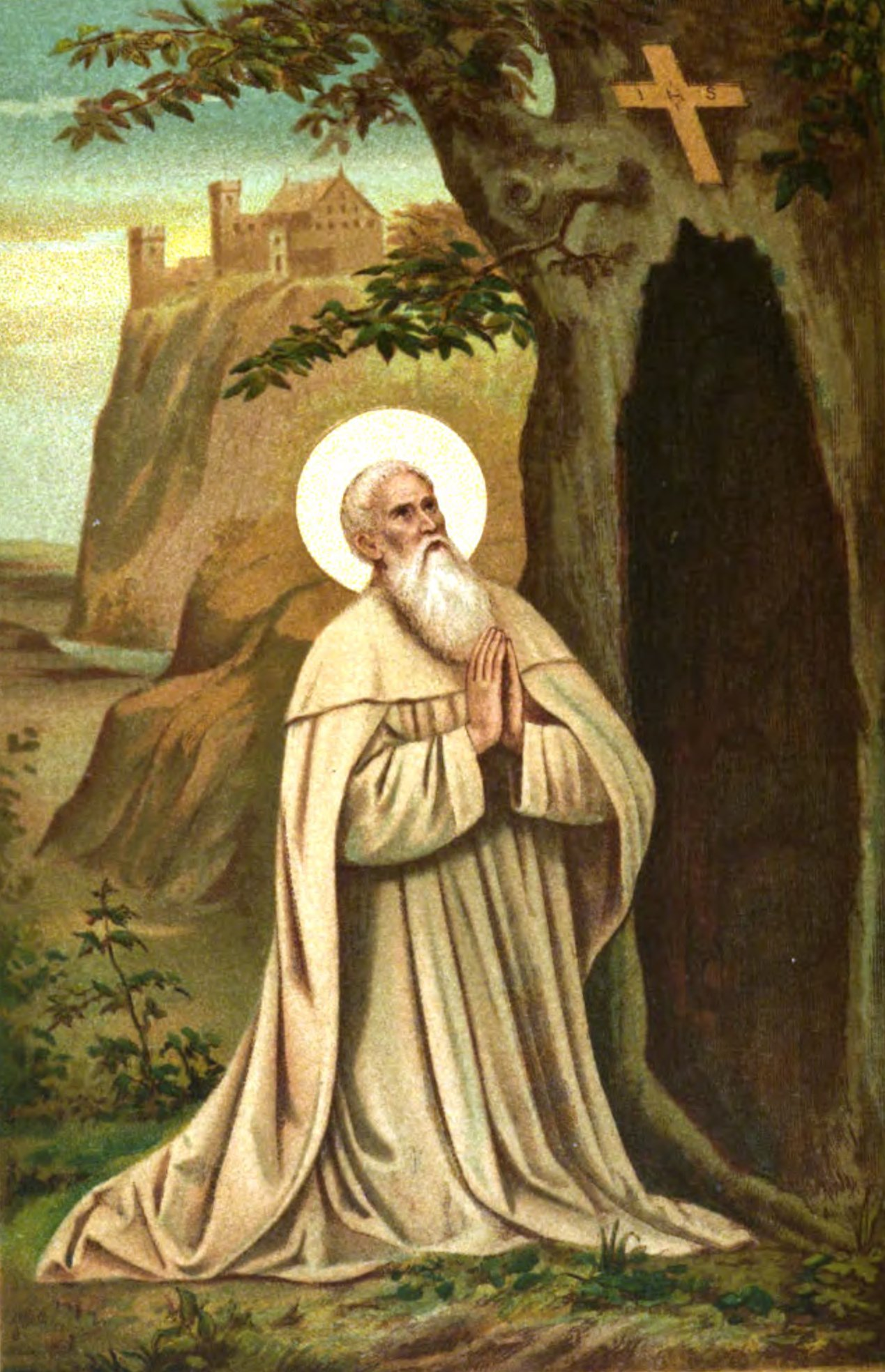
De heilige Gerlachus van Houthem voor zijn holle boom

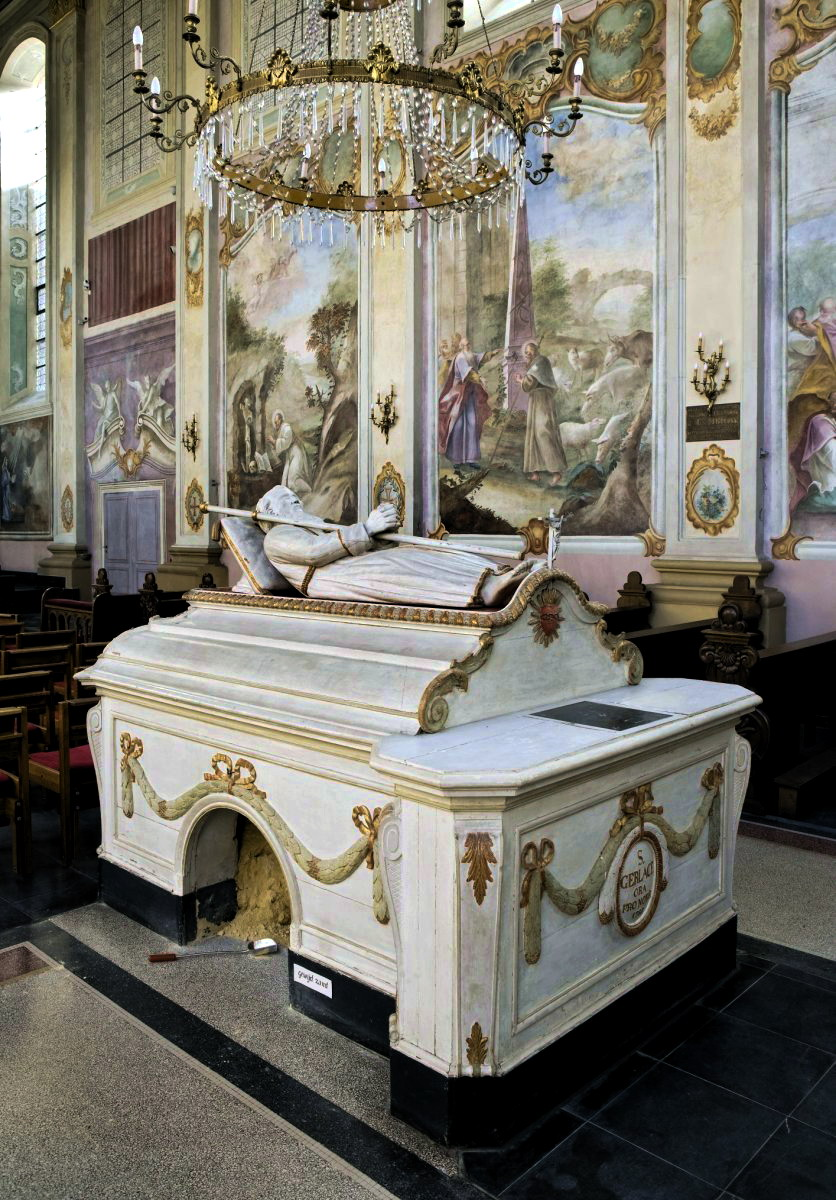
De graftombe met daaronder de holte met het gewijd Gerlachuszand

Gerlachus van Houthem (rond 1120 - gestorven 1165 of 1166) is de bekendste van de Nederlandse heilige kluizenaars. Hij leefde in de 12e eeuw in de buurt van Houthem bij Valkenburg.

## Leven
Het leven van de heilige Gerlachus is beschreven in de hagiografie Vita Beati Gerlaci Eremytae, geschreven rond 1227, dus ongeveer zestig jaar na zijn dood. Hij was van adellijke afkomst, in ieder geval wordt hij een ridder genoemd.
Hij leidde, zoals heel gebruikelijk onder de lieden van zijn stand in die tijd, een lichtzinnig leven. Hij kwam tot inkeer toen zijn vrouw stierf, van wie hij duidelijk zielsveel had gehouden. Hij ging op bedevaart naar Rome en Jeruzalem, en bij thuiskomst liet hij alle bezit en luxe varen en trok zich terug als kluizenaar, waarbij hij zijn intrek nam in een holle eik.
Gerlach ging zich kleden in een harig hemd, een boetekleed, met daarover zijn maliënkolder en sliep op stenen.
Als boetedoening mengde hij zijn brood met as en ging elke dag te voet op bedevaart naar Maastricht, naar het graf van de heilige Servatius. Alleen 's zaterdags ging hij naar Aken om Onze Lieve Vrouwe te vereren. Dan passeerde hij de abdij Rolduc, om te biechten.
De mensen in de omgeving vatten op hun beurt verering op voor de kluizenaar, maar zoals vaak werden de monniken van het naburige klooster te Meerssen jaloers en beklaagden zich bij de bisschop van Luik. Zij maakten hem wijs dat Gerlachus in feite stinkend rijk was en in zijn holle boom op een berg goudstukken zat. De bisschop stelde geloof in deze laster en liet de eik omhakken. Toen hij merkte dat hij voor de gek was gehouden, maakte hij de heremiet zijn excuses, liet van het hout van de eik een kleine kluis bouwen, en zorgde er voor dat Gerlachus in het vervolg zo nodig werd geholpen in het hoogstnoodzakelijke.
Gerlach schonk voedsel aan de armen en zijn roem nam een hoge vlucht. Hij kreeg vrienden in hoge kringen. Edelen kwamen hem om raad vragen en Hildegard van Bingen stuurde hem zelfs het kransje dat zij bij haar professie had gedragen. In 1165 of 1166 stierf de kluizenaar, waarbij het water van de nabijgelegen bron, de Gerlachusbron, drie keer in wijn zou zijn veranderd.

## Wonderen
Volgens de katholieke traditie moet een heilige wonderen hebben verricht na zijn overlijden. Van Gerlach is opgetekend dat een jongen die aan een kaakabces leed genas na het drinken van water vermengd met zand uit zijn graf. Gelovigen gingen daarop zand uit het graf, splinters van zijn doodskist, tanden, kiezen en botjes van het skelet verzamelen als relikwie.

## Verering
Op de plaats van Gerlachus' kluis ontstond al snel een klooster dat uiteindelijk uitgroeide tot een bloeiend (later adellijk) Norbertinessenstift. De kloosterkerk en een vleugel van het klooster zijn bewaard gebleven. De Sint-Gerlachuskerk is een van de weinige barokkerken die Nederland rijk is. Het interieur van de kerk is geheel beschilderd door de Zuid-Duitser Johann Adam Schöpf. Midden in het schip van de kerk staat het praalgraf van Gerlachus, waarin zich een nis bevindt met gewijd zand, dat kan worden meegenomen en dat vroeger in de stallen werd uitgestrooid tegen veeziekten. Ook was men gewoon om het wonderdoende zand tussen de horens van runderen te smeren opdat deze geen hoorn zouden uitstoten. Het zand werd tevens met het graan vermengd om ratten en muizen te weren. Het gelige zand onder het praalgraf wordt geregeld ververst en is afkomstig uit een mergelgroeve bij Margraten.
Het gebeente van Gerlachus bevindt zich sinds januari 2009 in een nieuw bronzen reliekschrijn dat bij het praalgraf staat. Eerder werd een houten reliekschrijn achter in de kerk gebruikt. Dit is verplaatst naar de schatkamer, die begin 2009 in gebruik werd genomen. De beenderen van de heilige zijn nog vrij compleet bijeen en in goede staat. Zij rusten in verzegelde violette zijden doeken in het nieuwe reliekschrijn. De schedel van Gerlachus bevindt zich in een zilveren reliekbuste uit 1704-06 van de Maastrichtse zilversmid Fredericus Wery. Deze reliekbuste is het belangrijkste voorwerp in de schatkamer van de Sint-Gerlachuskerk.
In Limburg wordt de heilige Gerlachus vereerd in Oirsbeek en Banholt. De plaatselijke harmonie van Oirsbeek, opgericht in 1905, is vernoemd naar Gerlachus. In Hoensbroek is sinds zo'n 80 jaar een scoutinggroep vernoemd naar Gerlachus, Sint Gerlach. Ook in Maastricht is er een gelijknamige scoutinggroep uit 1938. Een jaarlijkse traditie is de Sint Gerlachstocht waarbij de omgekeerde tocht gelopen wordt, van de wijk Sint Pieter naar Houthem. Daarnaast wordt Gerlachus ook vereerd in Noord-Brabant en in Groningen, in de Warfhuister Kluis. Daar wordt sinds 2011 een reliek van hem bewaard dat in dat jaar door het heiligdom in Houthem aan de kluisbroeder van Warfhuizen werd overgedragen.
De feestdag van de heilige Gerlachus wordt gevierd op 5 januari.

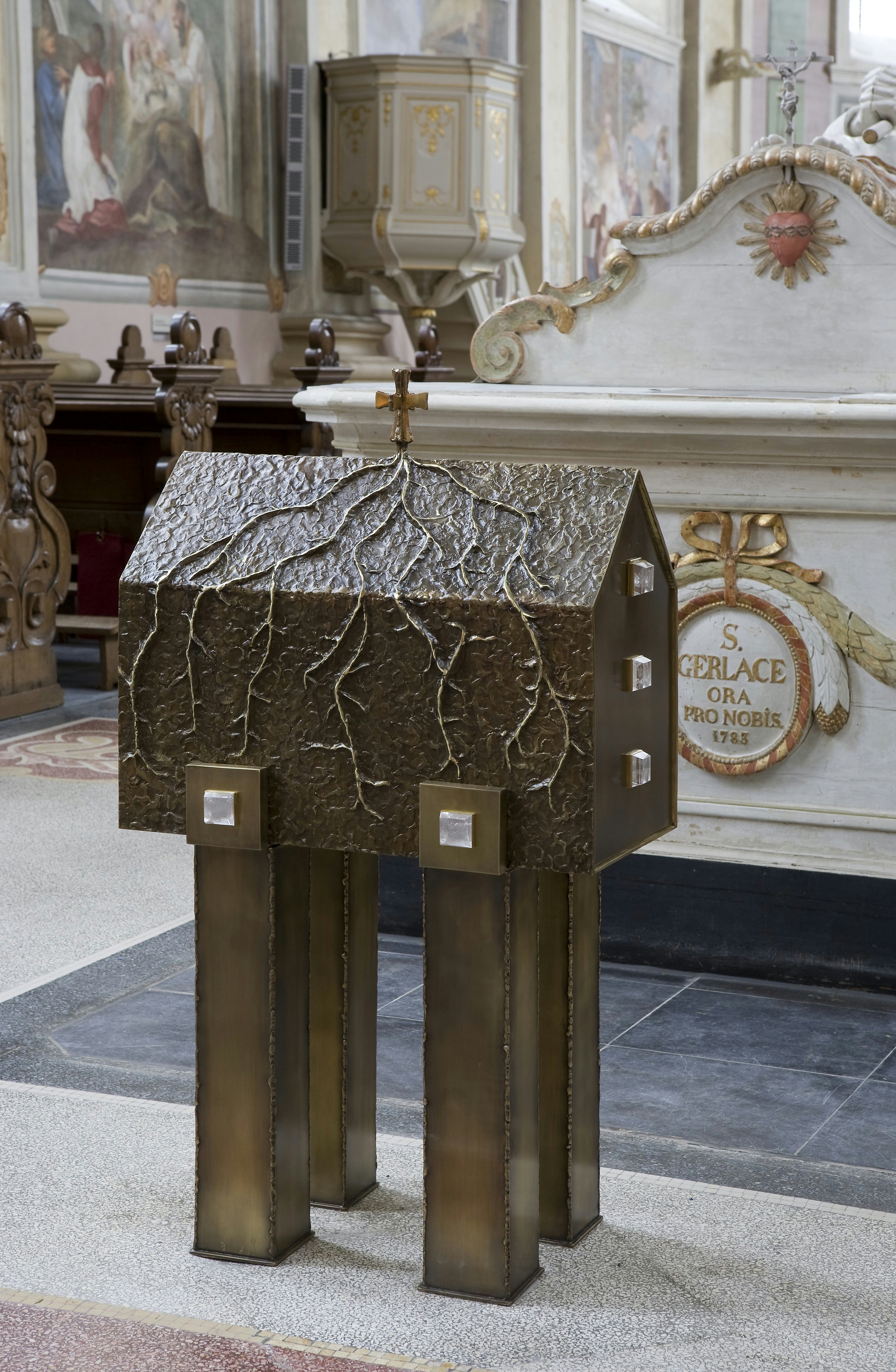
Modern reliekschrijn en graftombe van Gerlachus in Houthem
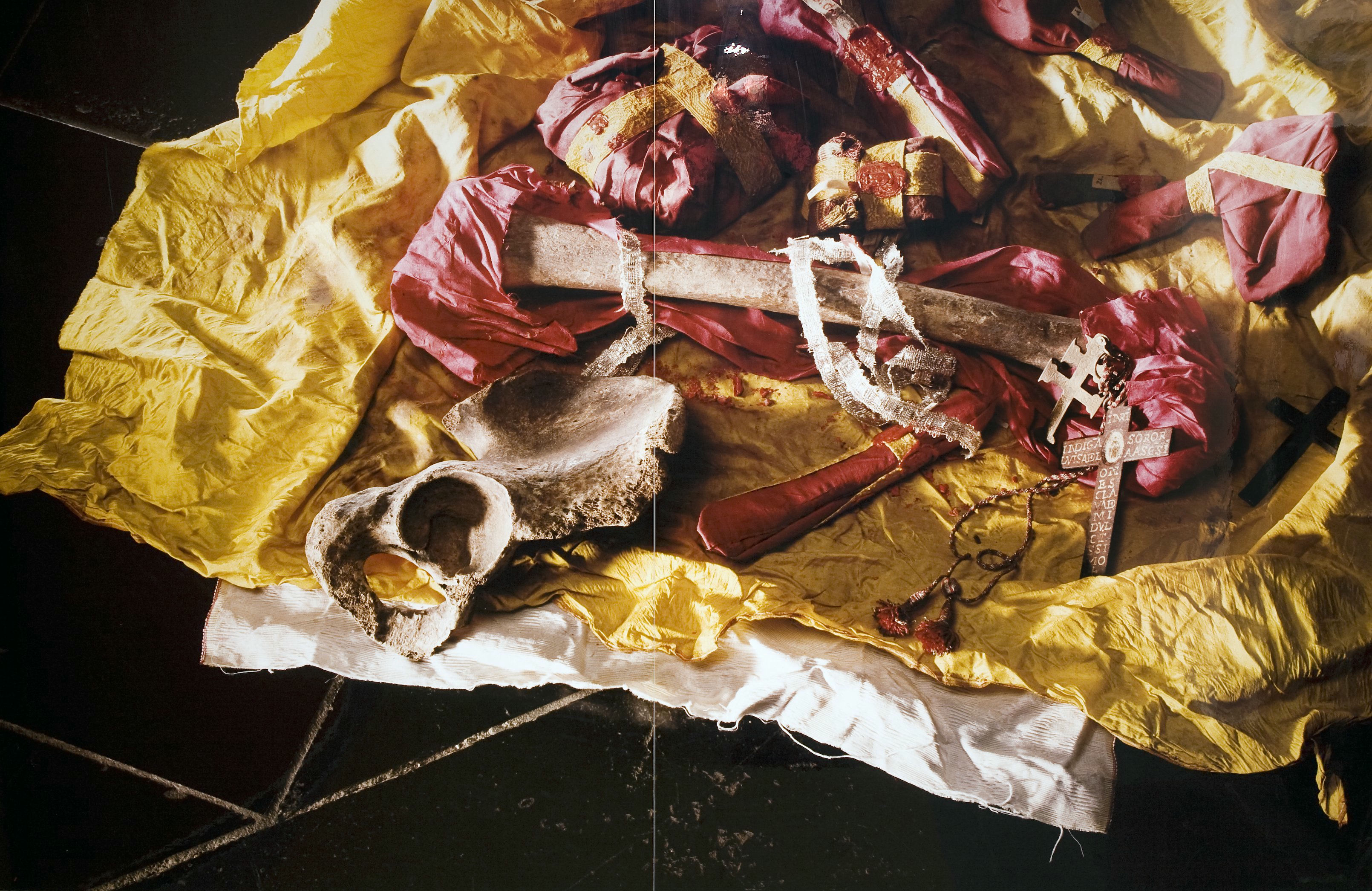
Inhoud van het reliekschrijn van Gerlachus
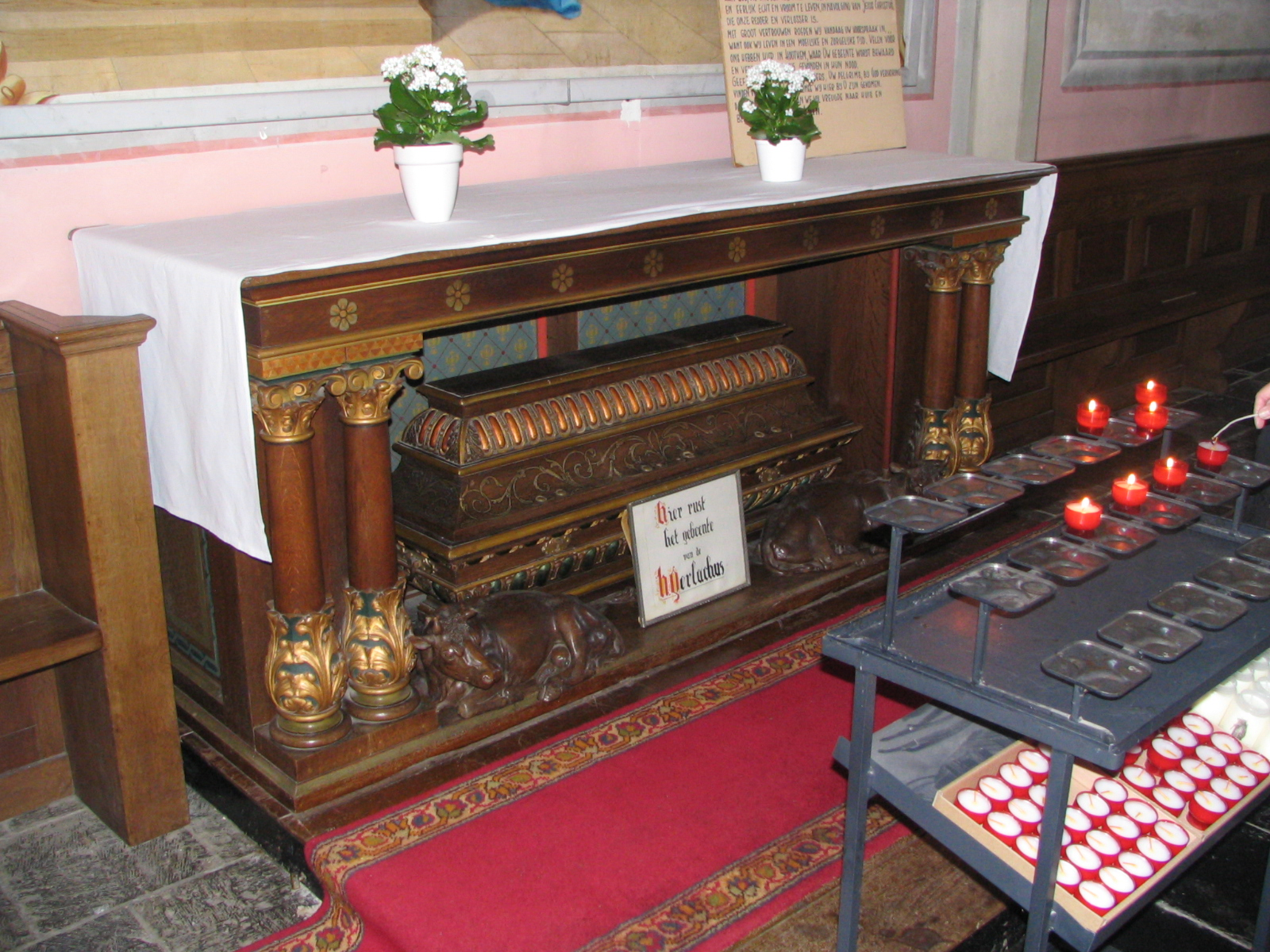
Oude reliekschrijn, schatkamer, Houthem
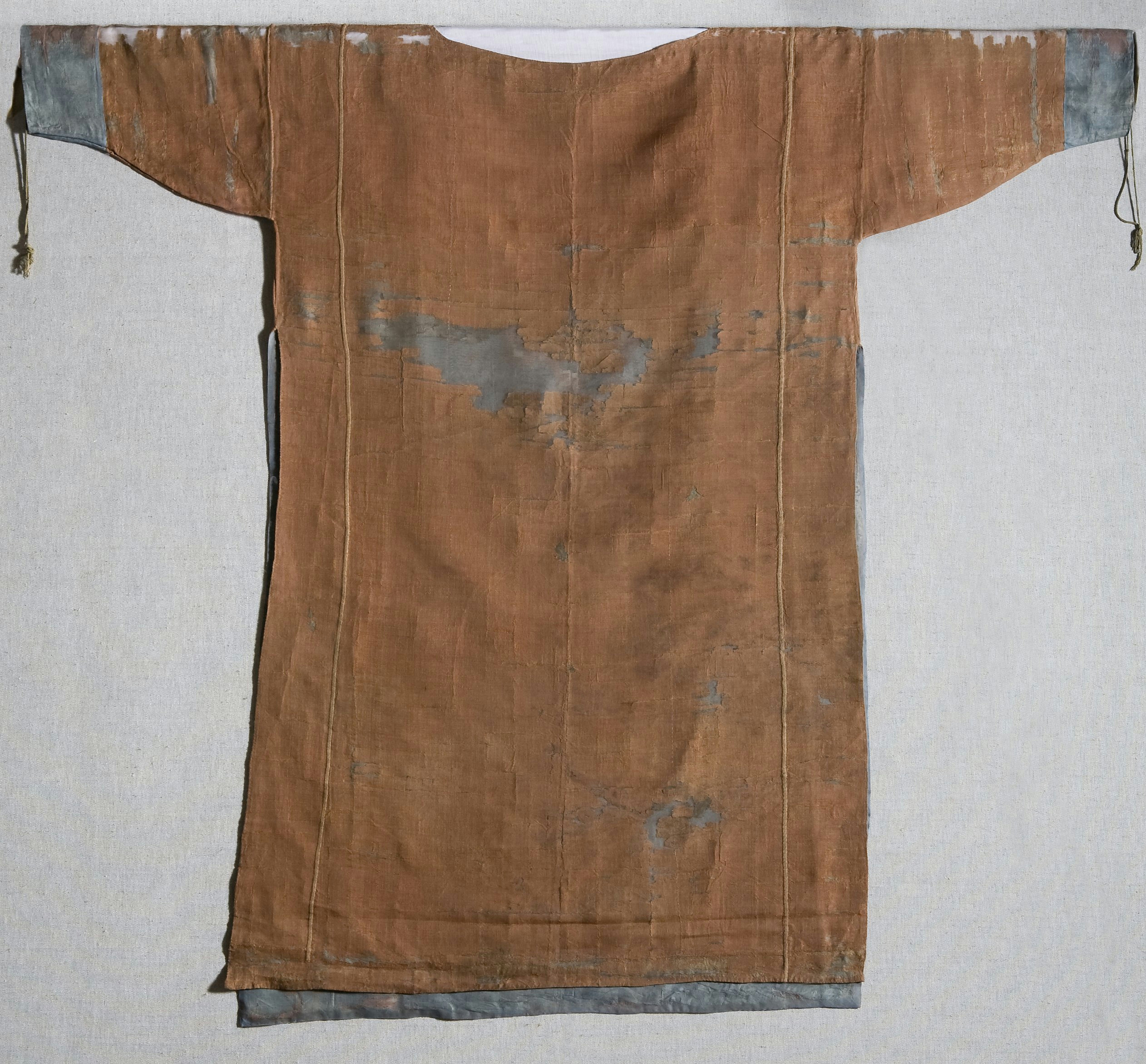
Tuniek van Gerlachus, schatkamer, Houthem
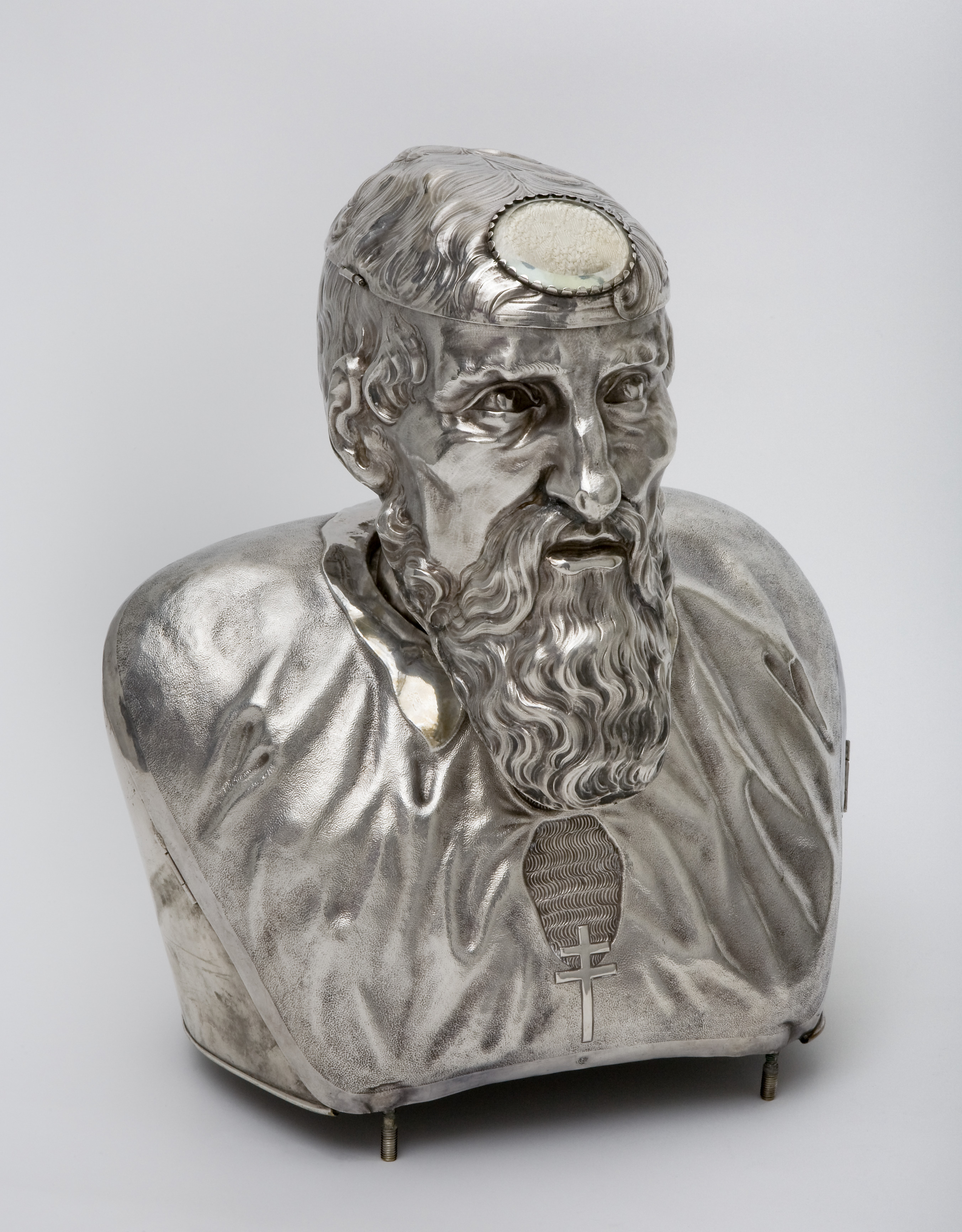
Reliekenbuste van Gerlachus, schatkamer, Houthem
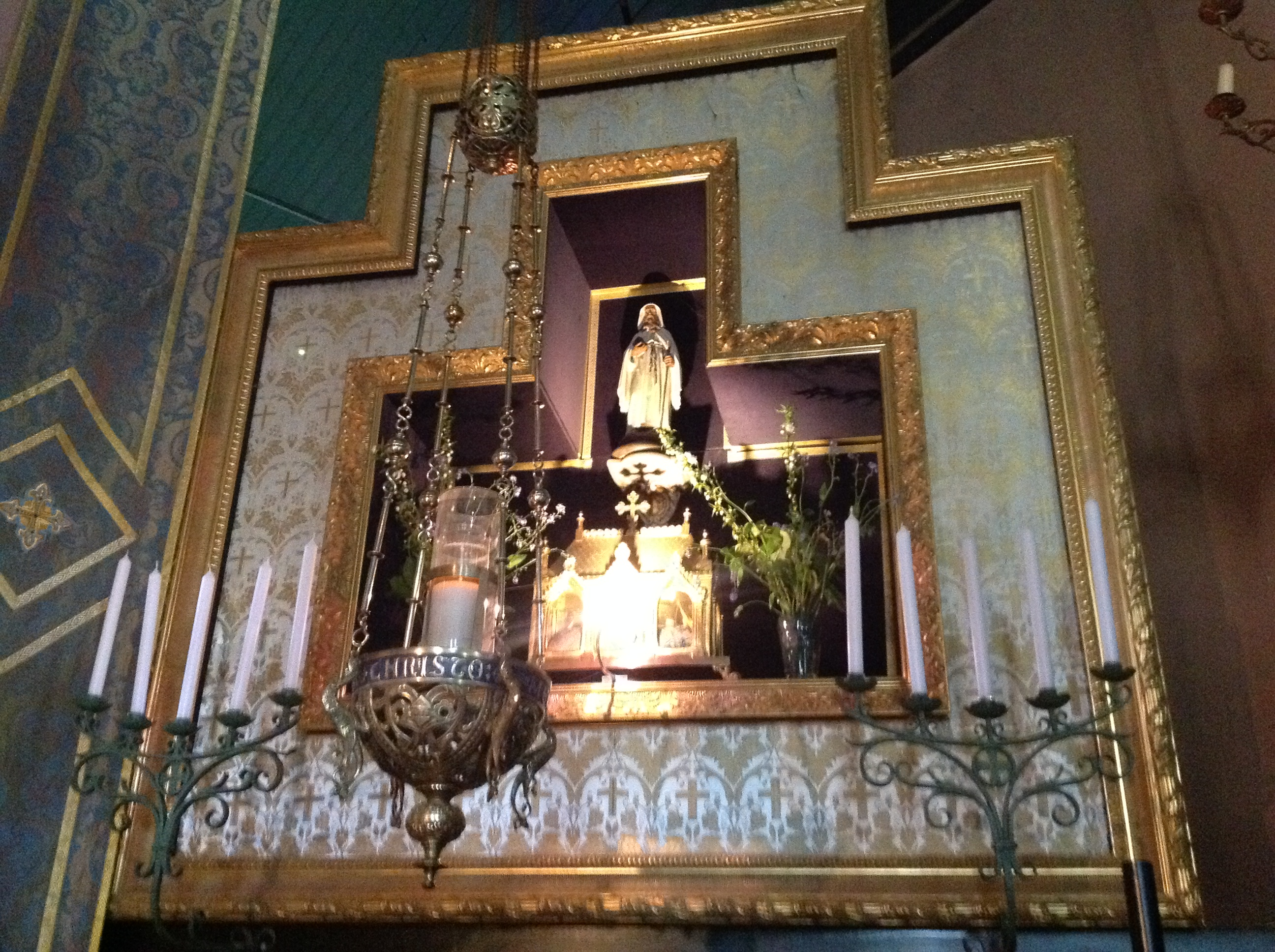
Gerlachusaltaar in het Mariaheiligdom van Warfhuizen
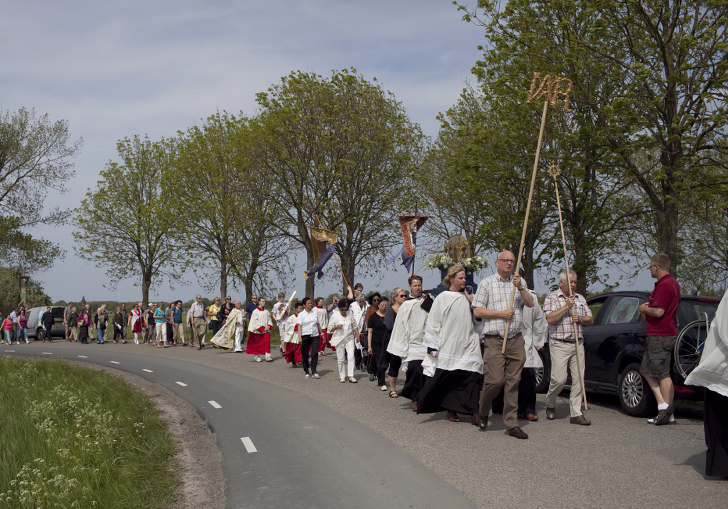
Gerlachusschrijn tijdens processie te Warfhuizen

## Reconstructie gezicht
In 2014 is een initiatief gestart om het gezicht van Sint-Gerlachus te proberen te reconstrueren aan de hand van zijn schedel. Dit gebeurt met medewerking van wetenschappers van de Universiteit van Maastricht. Leden van de The Rolling Stones, die eerder dat jaar logeerden in hotel Château St. Gerlach en bij een bezoek aan de kerk enthousiast raakten over het project, hebben financiële steun toegezegd. De reconstructie werd op 5 januari 2015 onthuld.